# Dr. Slump
Dr. Slump (Dr.スランプ Dokutā Suranpu?) es un manga humorístico escrito e ilustrado por Akira Toriyama. Fue publicado originalmente en la revista Shōnen Jump, de la editorial japonesa Shūeisha, entre 1980 y 1984. La trama sigue las aventuras de Arale Norimaki, un androide con aspecto de niña, así como de su creador, el científico Sembei Norimaki, y del resto de habitantes de Villa Pingüino, un pueblo donde conviven humanos con animales y objetos antropomórficos. Las situaciones surrealistas que viven los personajes están repletas de chistes, parodias de la cultura popular, humor escatológico y rupturas de la cuarta pared.
El manga tuvo 236 capítulos impresos recopilados en 18 volúmenes tankōbon. Un año después de su lanzamiento, Toei Animation estrenó una adaptación anime que se transmitió por el canal Fuji Television desde 1981 hasta 1986, con un total de 243 capítulos. Entre 1993 y 1996 se publicó una secuela en la revista V-Jump, con guion de Takao Koyama y dibujo de Katsuyoshi Nakatsuru, en la que Toriyama solo participó como supervisor creativo y que también fue adaptada a anime por Toei. La franquicia de Dr. Slump abarca otros productos como películas, animaciones originales, videojuegos, figuras de acción y juguetes, entre otros.
Dr. Slump es la obra con la que Akira Toriyama inició su carrera profesional como mangaka, y anterior al lanzamiento de la emblemática Dragon Ball. A nivel editorial fue uno de los mayores éxitos de la historieta japonesa en la década de 1980, con 35 millones de copias vendidas en Japón. En 1981, Dr. Slump fue galardonada con el Premio Shōgakukan al mejor manga shōnen y shōjo.

## Argumento
El inventor Sembei Norimaki ha conseguido crear un androide, llamado Arale, con la apariencia de una niña amistosa y habilidades superhumanas. Sembei piensa que ha construido al robot perfecto, pero pronto se da cuenta de que Arale carece de sentido común y además necesita llevar gafas. La acción de la serie transcurre en el alocado pueblo de Villa Pingüino —también conocido como Aldea Pingüino— y las aventuras son historias cómicas que se valen de los desastres provocados por la inconsciencia de Arale, los alocados inventos de Sembei y las relaciones entre los vecinos. A mitad de serie irrumpe un malvado personaje, el Dr. Mashirito, que rivaliza con Sembei y pretende acabar con Arale para conquistar el mundo.

## Aspectos de la serie
Dr. Slump es una serie cómica repleta de chistes, gags, humor escatológico, parodias y rupturas de la cuarta pared. Villa Pingüino es un pueblo ambientado en la zona rural de la prefectura de Aichi, de donde procede el autor. La aldea está habitada por humanos que conviven con divertidos animales antropomórficos, seres sobrenaturales y personificaciones de objetos inanimados.
Las aventuras parten del hecho de que nadie en Villa Pingüino sabe que Arale es un robot, ya que es indistinguible de una niña normal. Sin embargo, sus poderes físicos y su inconsciencia provocan situaciones estrambóticas que desafían el sentido común. Esto se hace extensible a los inventos creados por Sembei Norimaki y a otros personajes con poderes como Gatchan, Obocaman y Turbo. Arale utiliza expresiones propias que se hicieron populares entre los lectores de la época, tales como el saludo «N'cha», la interjección «Hoyoyo» o el grito «Kiiin!» cuando corre a gran velocidad con los brazos extendidos.
La mayoría de los capítulos de Dr. Slump son autoconclusivos, pero el tiempo transcurre en Villa Pingüino y los habitantes desarrollan su propia vida, por lo que hay cierta continuidad. En los primeros tomos, la estructura habitual era que Arale y Gatchan probasen los nuevos inventos de Sembei. Posteriormente se consolidó un reparto coral con episodios centrados en personajes secundarios, nuevas incorporaciones —como Dr. Mashirito, la familia Tsun y Obocaman— y sagas de varios capítulos con un tema común, en su mayoría aventuras largas y competiciones deportivas.
Uno de los chistes recurrentes de Dr. Slump es la fascinación de Arale por las cacas; pese a que al resto del pueblo le repugnan, ella no les ve nada malo y suele juguetear con las que se encuentra, con un diseño lindo de color rosa. La serie también destacó por sus bromas eróticas en torno a Sembei, presentado como un científico solterón al que le obsesionan las mujeres y las revistas de fotografía glamour.
Dr. Slump incluye numerosos guiños a la cultura popular. Hay referencias a la mitología japonesa, a otras series y autores de manga, al género tokusatsu, a personajes famosos de los años 1980 y a películas de las que Toriyama era fiel seguidor, tales como Superman, Star Wars o el cine de Jackie Chan. También dejó reflejada su pasión por el motociclismo —a través del Gran Premio de Villa Pingüino—, el diseño de vehículos y las maquetas.

## Personajes principales

### Familia Norimaki
- Cosplay de Arale Norimaki con una caca rosa.Arale Norimaki (則巻アラレ Norimaki Arare?): La protagonista es un androide con el aspecto de una niña de 13 años. Es de personalidad amistosa, inmadura y enérgica. Tiene habilidades sobrehumanas como superfuerza, superinteligencia y gran velocidad, y es capaz de disparar un rayo de energía. Entre sus puntos débiles, necesita llevar gafas y su energía se puede agotar. También siente fascinación por las cacas.

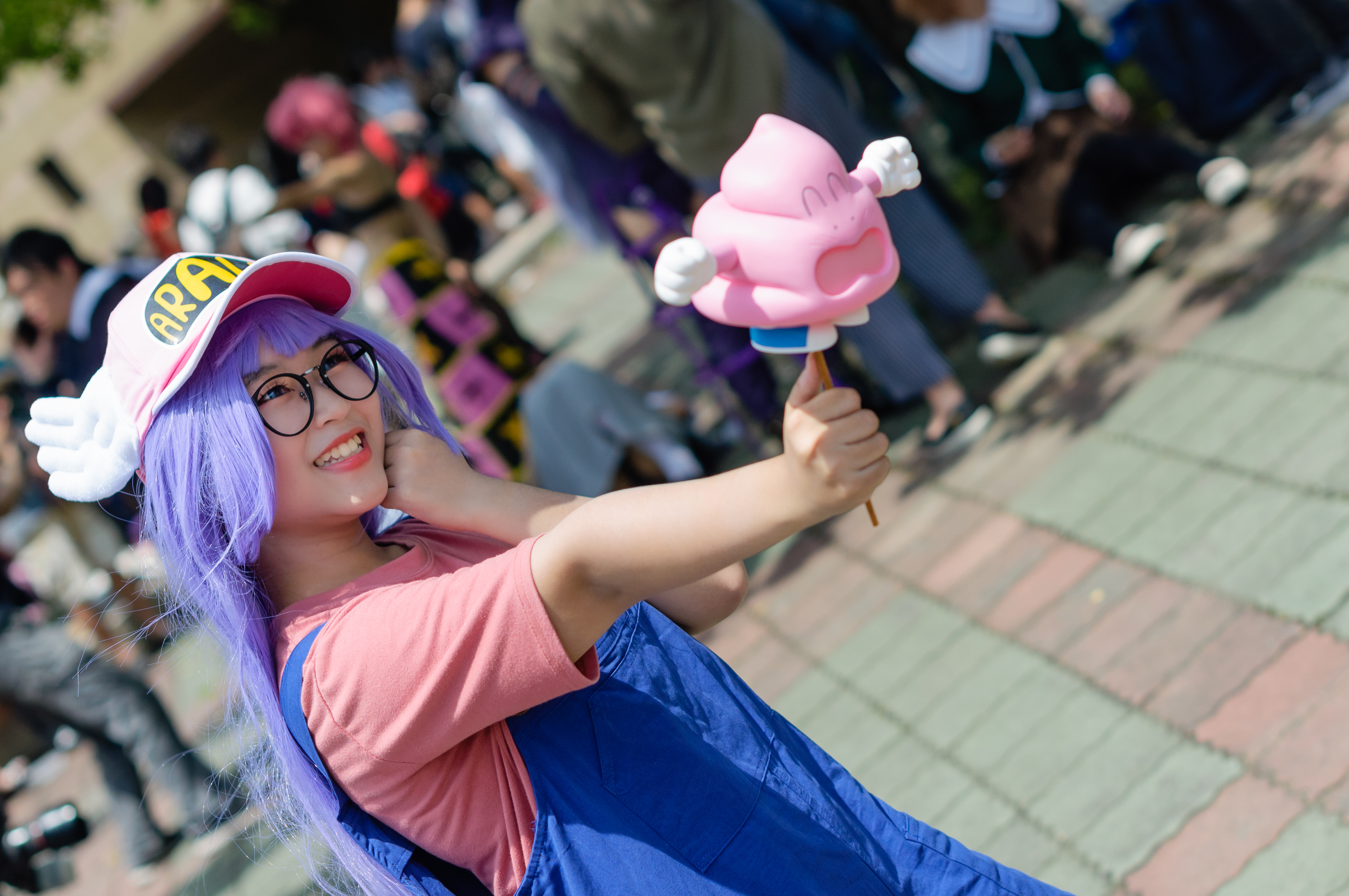
Cosplay de Arale Norimaki con una caca rosa.

- Sembei Norimaki (則巻千兵衛 Norimaki Senbee?): Es el científico creador de Arale. Tiene 28 años y es un inventor capaz de diseñar objetos tan originales como extravagantes. Si bien se considera a sí mismo un genio, suele cometer errores y tiene un carácter excéntrico y lascivo. Sembei consigue convencer al pueblo de que Arale es su hermana.
- Gatchan (ガッちゃん Gatchan?): Es un querubín con pelo verde, antenas y alas que nació de un huevo encontrado por Arale en un viaje a la Edad de Piedra. Su nombre completo es Gajira (ガジラ Gajira?), una contracción de Gamera y Godzilla que le puso la protagonista. Gatchan tiene un apetito voraz y puede comer de todo excepto goma. También dispara rayos con sus antenas, habla un idioma propio y al final de la serie consigue dividirse en dos criaturas.
- Midori Yamabuki (山吹みどり Yamabuki Midori?): Midori es profesora de primaria en la escuela de Villa Pingüino, tiene 23 años y es una persona amistosa, cariñosa y en ocasiones irracional. Sembei está enamorado de ella y ambos terminan casándose a mitad de la serie.
- Turbo Norimaki (則巻ターボ Norimaki Tābo?): Turbo es un bebé y el único hijo biológico de Sembei y Midori. En un descuido de Sembei, el bebé es atropellado por unos extraterrestres que se ven obligados a revivirlo con tecnología alienígena. Desde entonces, Turbo puede hablar y tiene poderes telequinéticos, teletransportación, vuelo e inteligencia sobrehumana. Aunque la familia se extraña al principio, todos terminan aceptándolo sin cuestionarse nada.

### Amigos de Arale
- Akane Kimidori (木緑 あかね Kimidori Akane?): La mejor amiga de Arale es una joven bromista y rebelde, en ocasiones actúa como una mala influencia para la protagonista. Su hermana mayor Aoi trabaja en una cafetería.
- Taro Soramame (空豆タロウ Soramame Tarō?): Es un joven de 15 años que intenta mantener una estética de «chico malo», con gafas de sol y cigarrillos, pero en realidad tiene un carácter amistoso. De mayor quiere ser policía.
- Pisuke Soramame (空豆ピースケ Soramame Piisuke?): Es el hermano menor de Taro y compañero de clase de Arale. Suele llevar un gorro de animal en la cabeza, lo que refuerza su aspecto infantil muy a su pesar. Tiene la misma altura que Arale y tampoco crece a pesar de cumplir años. Al final de la serie se casa con una chica más joven y también más alta.
- Tsukutsun Tsun (摘突詰 Tsun Tsukutsun?): Vecino de la familia Norimaki, es una persona responsable, de buenos modales y experto en kung-fu. Puede superar en fuerza a Arale cuando se pone furioso y pierde el control. Si le toca una mujer se convierte en tigre y solo puede revertirlo si toca a un hombre. Su familia procede de China y viven en una nave espacial averiada. Al final de la serie es el novio de Akane.
- Tsururin Tsun (摘鶴燐 Tsun Tsururin?): Es la hermana mayor de Tsukutsun, aunque mide mucho menos que él. Tiene poderes telequinéticos y le gusta recurrir a ellos para ayudar a sus amigos o hacer trampas. Acaba siendo la novia de Taro.
- Obocaman (オボッチャマン Obotchaman?): Es un androide con aspecto de niño, construido con el mismo esquema que Arale y por lo tanto con las mismas virtudes y defectos. Eso si, su personalidad es totalmente opuesta: tiene un comportamiento modélico y de firmes convicciones. Fue creado por el Dr. Mashirito como el robot «Caramel Man nº4», quien le ordena destruir a Arale al decirle que es una amenaza para la paz. Sin embargo, Obocaman se percata de que es buena persona, se enamora de ella y termina rebelándose contra su creador.[22]

### Otros
- Dr. Mashirito (Dr.マシリト Dokutā Mashirito?): Es el principal antagonista de Dr. Slump, un científico loco que planea conquistar el mundo a través de su serie de robots llamados «Caramel Man». Es tan inteligente como el doctor Sembei. Su aspecto físico y nombre hacen referencia al editor de Toriyama, Kazuhiko Torishima.[23]
- Suppaman (スッパマン Sourman?): Es un autoproclamado superhéroe que asegura velar por la paz en Villa Pingüino, pero la gente le percibe como un farsante. De personalidad mezquina y egoísta, no duda en atacar a alguien si se siente insultado. Es una clara parodia de Superman, la enseña de DC Comics: en el pecho de su traje lleva la sílaba «す», que significa «su» en hiragana.[18]
- Emperador Niko (ニコチャン大王 Nikochan Daiō?): Es el líder de los Niko, una estirpe de alienígenas que llega a la Tierra con el objetivo de conquistar un planeta en apariencia más débil que el suyo. No obstante, Gatchan se come su nave espacial y se ven obligados a quedarse en Villa Pingüino hasta que Sembei les construya otra para regresar. El rey Niko es de baja estatura y tiene el trasero en la cabeza, las fosas nasales en las antenas y las orejas en los pies.
- Akira Toriyama (鳥山 明 Toriyama Akira?): El autor de Dr. Slump ha hecho numerosas apariciones en su propia serie, tanto en personaje como en forma de recurso para romper la cuarta pared. Al principio se dibujaba con una mascarilla en la cara, y después reemplazó ese diseño por un alter ego en forma de robot, Robo Toriyama (鳥山 ロボ Toriyama Robo?).[24]

## Producción

### Antecedentes
Dr. Slump fue la primera serie de Akira Toriyama como mangaka en la revista Shūkan Shōnen Jump. El dibujante conoció en 1978 a su editor, Kazuhiko Torishima, después de haber presentado una obra autoconclusiva —Wonder Island— a un concurso de Shūeisha para nuevos autores. Durante los siguientes dieciocho meses, Torishima y Toriyama trabajaron juntos en una propuesta de serie. Una de ellas, Gyaru Keiji Tomato (1979), terminó reconvertida en manga de un solo capítulo y estaba protagonizada por una chica de personalidad caótica, una idea que Toriyama recuperaría para crear a Arale.

### Trama y elementos narrativos
Los detalles sobre la producción se han explicado a través de gags y comentarios dentro de los tomos de Dr. Slump. En un primer momento Toriyama había planteado un manga cómico que se titularía con el apodo del protagonista, un inventor torpe llamado Sembei Norimaki. Durante la escritura Torishima sugirió que estuviese acompañado por un robot; Toriyama no pudo hacerlo gigante porque no cabía en las viñetas y terminó convirtiéndolo en una androide con aspecto de niña, Arale Norimaki, que podía vender a su editor como un personaje lindo y caótico. Torishima quedó satisfecho con la propuesta y convenció al autor para que Arale fuese la estrella, en parte porque Shōnen Jump era una revista orientada a niños y no había muchos shōnen protagonizados por chicas.
Toriyama no esperaba que el manga tuviese mucho recorrido, e incluso su editor le estaba pidiendo ideas para una próxima serie. Sin embargo, Dr. Slump se mantuvo en la Shōnen Jump durante cinco años, desde 1980 hasta 1984, con buenas ventas y valoraciones positivas en las encuestas de popularidad. Cuando comenzó a publicarla, el autor aún vivía en casa de sus padres en Nagoya; cada semana tenía que enviar los guiones gráficos por correo aéreo a la sede de Shūeisha en Tokio y, ya aprobados por el editor, los entintaba con plumilla a un ritmo de una página por hora. Toriyama solo pudo contar con un asistente a tiempo parcial, primero Hisashi Tanaka y más tarde Takashi Matsuyama.
Buena parte de las tramas de Dr. Slump están basadas en el propio proceso creativo de la serie. El mayor ejemplo es el antagonista de Arale, el malvado Doctor Mashirito, cuyo diseño está inspirado en el editor de Toriyama. Al autor le habían sugerido que Arale y Sembei debían enfrentarse a un enemigo obsesionado con ellos. Como el mangaka vio que varias de sus ideas habían sido rechazadas, optó por un científico loco cuyo aspecto era casi idéntico al de Torishima, que aceptó la broma interna. El propio Toriyama también aparece con distintos aspectos para romper la cuarta pared, tanto en forma humana como en una versión androide con máscara antigás.
Torishima ha desvelado que Toriyama le había pedido cortar Dr. Slump tan solo seis meses después de empezarla, cuando ya era un éxito de ventas y tenía confirmada una adaptación a anime. La razón era que el propio formato de Dr. Slump, una comedia de capítulos autoconclusivos y periodicidad semanal, requería una dedicación exclusiva que le impedía desarrollar otros proyectos. El editor le convenció para continuarla y habló con sus jefes en Shōnen Jump para reestructurar el esquema de trabajo, con cinco días para cada episodio y los dos restantes para perfilar nuevas series. A cambio, Shūeisha le pidió que continuara Dr. Slump hasta tener listo el reemplazo. De esa etapa surgieron varios mangas de un solo capítulo que luego fueron recopilados en la colección Teatro Manga de Akira Toriyama. Entre ellos cabe destacar Dragon Boy (1983), un one-shot de kung-fu que dio pie a la futura Dragon Ball.
En 1984, el último año de la serie, Toriyama compaginó Dr. Slump con la escritura de Dragon Ball, y aprovechó su ópera prima para probar ideas que luego desarrolló en su futuro éxito. Un ejemplo son los Grandes Premios de Villa Pingüino, con buena aceptación en las encuestas de popularidad, que adaptó en Dragon Ball para crear las sagas del Torneo Mundial de las Artes Marciales. El último episodio de Dr. Slump salió en septiembre de 1984 y el primero de Dragon Ball se publicó tan solo tres meses después, en noviembre.

## Contenido de la obra

### Manga

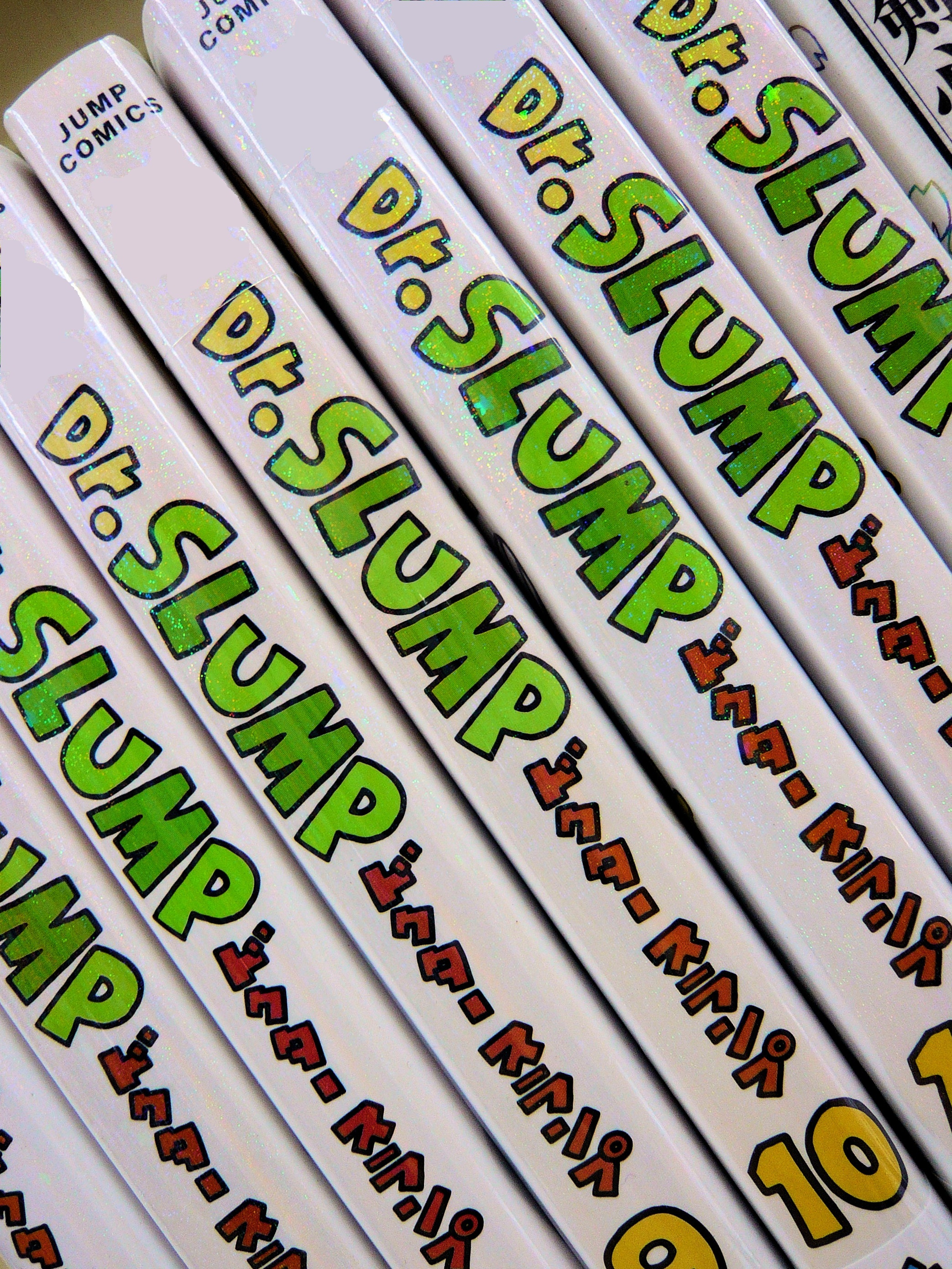
Detalle de la edición kanzenban de Dr. Sliump, compuesta por 15 tomos.

La editorial Shūeisha comenzó a publicar Dr. Slump el 4 de febrero de 1980, en la revista Shūkan Shōnen Jump de tirada semanal. Después de cinco años y un total de 236 episodios recopilados en 18 volúmenes tankōbon, el último capítulo salió el 10 de septiembre de 1984. La obra ha sido reeditada numerosas veces en distintos formatos, entre ellos una edición definitiva de 15 volúmenes kanzenban.
En febrero de 1993 salió una continuación de Dr. Slump en la que Toriyama solamente participó como supervisor, con guion de Takao Koyama y dibujo de Katsuyoshi Nakatsuru. Esta obra, titulada Chotto Dake Kaettekita Dr. Slump —en español, «El Dr. Slump ha regresado (solo un poco)»— , se serializó en la revista mensual V Jump hasta septiembre de 1996 y fue recopilada en cuatro volúmenes tankōbon en color. En abril de 2007, con motivo de la remasterización del anime en DVD, Toriyama publicó un manga autoconclusivo en color, Dr. Mashirito - Abale-chan, en la revista Gekkan Shōnen Jump. En esta ocasión la historia estaba centrada en Abale, una androide creada por el hijo del Dr. Mashirito para destruir a Arale y vengar a su padre.
Los personajes de Dr. Slump hicieron una breve reaparición en Dragon Ball, en un episodio perteneciente al arco del Ejército Red Ribbon, donde Son Gokū y Arale unían fuerzas en Villa Pingüino para derrotar al General Blue.
La obra ha sido editada en idioma español en distintos países. En España, Planeta Cómic publicó dos ediciones: entre 1997 y 2000 sacó una versión en formato de cuadernillo con 40 números, siendo uno de sus primeros títulos en sentido de lectura oriental, y en 2009 lanzó la versión kanzenban de 15 volúmenes que ha gozado de varias reediciones. Ambas cuentan con la misma traducción. En México, Panini Manga publicó en 2020 la edición tankōbon de 18 tomos. Los derechos de distribución en Estados Unidos pertenecen a Viz Media.

### Anime
Dr. Slump ha contado con dos animes emitidos en la cadena de televisión Fuji TV. El primero de todos, Dr. Slump – Arale-chan, se estrenó el 8 de abril de 1981 y finalizó el 19 de febrero de 1986 con un total de 243 episodios producidos por el estudio Toei Animation. El segundo, titulado Dr. Slump, se emitió el 26 de noviembre de 1997 al 22 de septiembre de 1999, en el horario dejado por Dragon Ball GT, y consta de 74 capítulos que también fueron animados por Toei.
La serie de 1981 inició una fructífera colaboración entre Shūeisha y Toei Animation, que desde entonces se convirtió en el estudio preferido de la editorial para adaptar sus series. Al principio el editor jefe de Shōnen Jump, Shigeo Nishimura, era reticente porque solo había transcurrido un año desde la publicación, lo cual podía disuadir a la gente de comprar el manga. Sin embargo, sucedió lo contrario: el éxito del anime entre el público infantil impulsó las ventas de los volúmenes recopilatorios. Además, Shūeisha lanzó una franquicia de productos comerciales.
En España, Dr. Slump llegó en 1987 a través de las televisiones autonómicas con doblaje en idiomas cooficiales. Dr. Slump fue muy popular en Cataluña —donde se emitió completa por TV3—, Galicia y País Vasco, las únicas comunidades que entonces contaban con televisiones propias; no tuvo doblaje en castellano hasta que Jonu Media se hizo con los derechos en 2011, en una reedición en DVD en español y catalán limitada a los 50 primeros episodios. En Hispanoamérica, la serie llegó en los años 1990 a raíz del éxito de Dragon Ball y pudo verse en México (Canal 5 y Unicable), Chile (Mega y Chilevisión), Argentina (Magic Kids) y Uruguay (Monte Carlo TV), con un doblaje grabado en el estudio Intertrack de Ciudad de México. Por otro lado, New Dr. Slump se ha emitido en español en México (Canal 5) y Chile (ETC), y solamente llegó a España en catalán (K3).

### Películas
Toei Animation ha producido once películas de animación basadas en Dr. Slump. La primera de todas, Hello! Wonder Island, se estrenó en cines el 18 de julio de 1981. El estudio continuó a un ritmo anual hasta el final del anime original: Dr. Slump: Una aventura espacial (1982), Dr. Slump: La gran carrera alrededor del mundo (1983), Dr. Slump: el misterio del castillo Nanaba (1984) y Dr. Slump: Mecápolis, la ciudad de ensueño (1985).
En los años 1990 se estrenaron cuatro películas de animación basadas en el manga de Koyama y Nakatsuru: Dr. Slump: Un día soleado en la Aldea Pingüino (1993); Dr. Slump: Con amor de la Aldea Pingüino (1993); Dr. Slump Arare-chan Hoyoyo!! Tasuketa Same ni Tsurerarete (1994) y Dr. Slump Arare-chan N-cha!! Wakuwaku Hāto no Natsuyasumi (1994). El último largometraje, basado en el anime de 1997, es Dr. Slump: la sorpresa de Arale (1999). 
En 2007, el manga de Dr. Mashirito - Abale-chan fue adaptado a un cortometraje de cinco minutos que se proyectaba antes de la película One Piece: Episodio de Alabasta: La pincesa del desierto y los piratas. Un año después, todas las películas de Dr. Slump fueron remasterizadas en DVD.

## Legado
Dr. Slump es uno de los mangas más vendidos de la editorial Shūeisha en la década de 1980, con un total de 35 millones de volúmenes comercializados en Japón. Durante el tiempo que se mantuvo en publicación hubo una franquicia de productos que abarcaba animaciones, videojuegos, figuras de acción y juguetes, entre otros. Se calculan más de 700 artículos con licencia oficial de la serie, en su mayoría productos de papelería. Además, las expresiones de Arale se popularizaron entre los niños japoneses. El éxito internacional de Dragon Ball propició que el resto de la obra de Toriyama, entre ella Dr. Slump, fuese publicada en otros países en los años 1990.
Dentro de la industria, Dr. Slump fue galardonada con el Premio Shōgakukan de 1981 a la mejor obra shōnen y shōjo. El manga de Toriyama tuvo un fuerte impacto en la historieta japonesa tanto por su estilo de dibujo, más caricaturesco y detallista, como por el humor irreverente y transgresor que aportaba, más alejado de los valores morales del shōnen de la época. Ha inspirado a numerosos artistas como al diseñador de videojuegos Shigeru Miyamoto, el historietista Albert Monteys, y animadores como Pierre Perifel —director de Los tipos malos— y Ian Jones-Quartey —Steven Universe y OK K.O.! Let's Be Heroes—.
El estreno del anime en abril de 1981 impulsó las ventas de Dr. Slump y ayudó a popularizarlo entre la sociedad nipona. El episodio emitido el 16 de diciembre de 1981 tuvo una cuota de pantalla del 36,9%, el tercer anime más visto en la historia de la televisión japonesa solo superado por Chibi Maruko-chan (1990) y Sazae-san (1979). A raíz de su éxito, las editoriales aceptaron que los estudios de animación pudiesen hacer adaptaciones con menos margen de tiempo. Shūeisha volvió a confiar en Toei para adaptar tres de sus mayores éxitos editoriales: Dragon Ball, Saint Seiya y One Piece.
España fue uno de los pocos países donde Dr. Slump se estrenó antes que Dragon Ball, pero su repercusión fue más limitada porque solo llegó a las televisiones autonómicas con doblaje en idiomas cooficiales. El productor catalán Mario Bistagné compró los derechos de la serie para TV3 en enero de 1987, y tiempo después también las distribuyó en País Vasco (ETB1) y Galicia (TVG), por aquel entonces las únicas comunidades con televisión propia. Dr. Slump está considerado uno de los programas que ayudaron a normalizar las lenguas autonómicas tras la restauración de la democracia, y su éxito ayudó a que Bistagné comprase los derechos de Dragon Ball al poco de estrenarse. También influyó en autores españoles de historieta como Joaquín Cera, quien creó la serie Dr. Pacostein, inspirada en Sembei Norimaki, para las revistas Mortadelo y Zipi y Zape en su etapa de Ediciones B.
En Italia, Dr. Slump también llegó antes que Dragon Ball; se emitió por primera vez en 1983 a través de Rete 4.